# Tarcea
Tarcea (węg. Értarcsa) – wieś w Rumunii, w okręgu Bihor, w gminie Tarcea. W 2011 roku liczyła 928 mieszkańców.